# Saint-Alban (Ain)
Saint-Alban – miejscowość i gmina we Francji, w regionie Owernia-Rodan-Alpy, w departamencie Ain.

## Nazwa
Nazwa miejscowości pochodzi od imienia św. Albana.

## Demografia
Według danych na styczeń 2012 roku gminę zamieszkiwało 170 osób, a gęstość zaludnienia wynosiła 21 osób/km².